# Oesterberge
 Oesterberge ist ein Ortsteil der Gemeinde Eslohe (Sauerland) in Nordrhein-Westfalen.
Der kleine Ort liegt auf einer Berghöhe südlich des Hohen Ransenbergs im Naturpark Sauerland-Rothaargebirge zwischen Meschede und Wenholthausen. Angrenzende Orte sind Wenholthausen und Schüren. Mitte 2023 hatte Oesterberge 50 Einwohner. Um das Dorf liegt das Landschaftsschutzgebiet Grünlandkomplex um Oesterberge.

## Religion
Der Ort gehört mit Mathmecke zur St. Cäcilia-Gemeinde Wenholthausen. In Oesterberge steht eine kleine Kapelle. Sie wurde von den vier ansässigen Familien gestiftet. Zudem befindet sich in Oesterberge ein kleiner jüdischer Friedhof.